# كونتريراس (برغش)
بلدية كونتريراس (بالإسبانية: Contreras)‏, هي إحدى بلديات مقاطعة برغش, التي تقع في منطقة قشتالة وليون, والتي تقع في شمال غرب إسبانيا.
يبلغ عدد سكانها 110 نسمة وفقاً لإحصائية سنة (2002).